# Van der Plaat
Van der Plaat is een geslacht waarvan leden sinds 1843 tot de Nederlandse adel behoren en dat vermoedelijk in 1903 uitstierf.

## Geschiedenis
De stamreeks begint met Arent of Arnold van der Plaats wiens zoon Wichardus in 1637 te Deventer werd gedoopt. Bij Koninklijk Besluit werd nazaat Johan Pieter van der Plaat (1789-1847) verheven in de Nederlandse adel; met een dochter van hem stierf het geslacht vermoedelijk in 1903 uit.

## Enkele telgen
- Engelbert George van der Plaat (1756-1831), generaal-majoor
  - Johan Pieter van der Plaat, heer van Honswijk (1789-1847)
    - Jhr. mr. Engelbertus George Vincent Maximiliaan van der Plaat, heer van Honswijk (1814-1876)
    - Jkvr. Susanna Maria van der Plaat (1815-?), woonde in 1858 in Parijs
    - Jkvr. Helena Margaretha van der Plaat (1819-1903), vermoedelijk laatste telg van het geslacht